# Otto Reitsperger
Otto Reitsperger (* 1955 in Salzburg) ist ein österreichischer bildender Künstler. Er lebt in Leipzig und Berlin und arbeitet überwiegend in den Bereichen Malerei und Fotografie.

## Leben
Nach dem Abitur in Salzburg studierte Reitsperger von 1974 bis 1980 in der Meisterklasse von Herbert Tasquil an der Hochschule für angewandte Kunst in Wien. Zum künstlerischen Umfeld an der Hochschule zählte in jener Zeit die Op-Art-Künstlerin und dort als Assistentin tätige Helga Philipp. Wichtige Impulse erhielt Reitsperger durch den Zeichner Reimo Wukounig, Assistent von Adolf Frohner in dessen Aktklasse.
1989/1990 studierte Reitsperger, ermöglicht durch ein Stipendium der DDR, Malerei bei Bernhard Heisig an der Hochschule für Grafik und Buchkunst in Leipzig. 1992 erfolgte der Umzug von Wien nach Leipzig, seit 1996 befindet sich das Atelier in Berlin. Reitsperger ist mit der Künstlerin Sabine Golde verheiratet, ihre gemeinsame Tochter ist die Schriftstellerin Olivia Golde.

## Malerei
Nachdem sich Reitsperger während seiner Zeit in Wien vorwiegend mit dem Medium der Zeichnung beschäftigte, intensivierte er seine Auseinandersetzung mit der Malerei während des Studiums an der HGB Leipzig ab 1989. In diesen Jahren entstand der gegenständliche Malerei-Zyklus Intra, der innere menschliche Organe zum zentralen malerischen Motiv hat. Anfang der 90er-Jahre vollzieht sich ein Wandel in Reitspergers Malerei hin zur Ungegenständlichkeit. Eine erste Werkgruppe ist hier die Bilderserie Strömen (1994). Darin findet Reitsperger zu einer Bildsprache, die einerseits in ihrer formalen Strenge eine Nähe zur Konkreten Kunst aufweist, andererseits in der malerischen Behandlung der Farbe eine visuell-sinnliche Dimension hinzugewinnt. Das Arbeiten in Serien ist charakteristisch für Reitspergers Schaffen. Eine zentrale Stellung nimmt hierbei der Werkzyklus der Goldberg-Variationen (ab 2004) ein, mit dem Reitsperger auf Johann Sebastian Bachs berühmten Variationenzyklus Bezug nimmt. Die Idee der Variation bestimmt auch Reitspergers seriellen Ansatz in der Malerei. Die Bilder einer Serie erscheinen als immer wieder neue Abwandlungen einer formalen Grundidee. Darüber hinaus ist es die Synthese von struktureller Klarheit und sinnlich-emotionalem Gehalt, wie sie für Reitsperger auch in Bachs Klaviermusik zu finden ist, die der Künstler als Modell für sein ästhetisches Konzept begreift. Zugleich setzt sich Reitsperger essentiell mit den Bedingungen und Möglichkeiten des Mediums Malerei auseinander. In der Serie trompe-l’œil (ab 2012) spürt er mit minimalen Mitteln illusionistischen Wirkungen nach und die Werkgruppe vom ende des ortes (ab 2017) ist charakterisiert durch polyvalente Bildräumlichkeiten, die zwischen perspektivischer Tiefe und planimetrischer Flachheit changieren.

## Fotografie
Parallel zur Malerei hat Reitsperger seit Mitte der 90er-Jahre ein umfangreiches fotografisches Werk vorgelegt. Die frühen fotografischen Serien Reitspergers sind vornehmlich inhaltsbezogen und kreisen um Themen wie Sehnsucht, Begierde und das Altern. Zwischen 1996 und 2003 entstehen mehrere Foto- und Videoinstallationen zu Sexualität und Partnerschaft, z. B. Chercher la femme oder die Liebe zur Geometrie (1999/2000), Das Courbetprojekt (ausgestellt 2001: Musée Courbet, Ornans, und Kunsthaus Dresden), oder onan (Kunstverein Leipzig, 2003).
In der Fotoserie Paradiesgärten (2010–2012) setzt sich Reitsperger mit Orten der nationalsozialistischen Machtausübung auseinander, die heute als Ruinen von der Schönheit der Natur überwuchert sind. Angesichts der idyllisch wirkenden Landschaften und deren verborgener historischer Bedeutung drängen sich Fragen nach Erinnerung und Gedenken, aber auch nach der Divergenz von sichtbarer Oberfläche und darunter verborgenen Bedeutungsschichten auf.
Die jüngeren Fotoserien zeigen ein zunehmendes Interesse für die technischen und ästhetischen Implikationen des Mediums Fotografie. Die Verwendung von Überbelichtung wird hierbei zum gestalterischen Mittel. Bereits in der Serie Laken (2006–2011) führt eine leichte Überbelichtung des analogen Filmmaterials zu einer Aufhebung der Materialität des Motivs. In der Fotoserie Nachthell (2010–2020) werden nächtliche (Meeres-)Landschaften mittels Langzeitbelichtung buchstäblich der Dunkelheit abgerungen. In der Überbelichtung wird eine nächtliche Szenerie sichtbar, die dem menschlichen Auge ansonsten verborgen bleibt.

## Publikationen
- Otto Reitsperger: Nachthell. Edition Braus, Berlin 2016, ISBN 978-3-86228-152-7.
- Reinhard Buskies, Daniel Roy (Hrsg.): Den Raum denken – Malerei 1994–2019. Hirmer-Verlag, München 2019, ISBN 978-3-7774-3426-1.